# دریاچه چیلدیر
دریاچه چیلدیر (به ترکی استانبولی: Lake Çıldır یا تسوواک (به ارمنی: Ծովակ լիճ)، (به گرجی: ჩრდილი, ჩრდილის ტბა) به معنی دریاچه سایه‌ها) یک دریاچه در ترکیه است که در چیلدیر واقع شده‌است. چیلدیر دریاچه بزرگ آب شیرین در استان اردهان در شمال شرقی ترکیه است که نزدیک به مرزهای گرجستان و ارمنستان واقع شده است. دریاچه چیلدیر در ارتفاع تقریبی ۱۹۵۹ متری (۶۴۲۷ فوت) قرار دارد و توسط یک منطقه کوهستانی احاطه شده است. مساحت آن ۱۲۳.۰۰ کیلومتر مربع (۴۷.۴۹ مایل مربع) و بیشینه ژرفا آن حدود ۱۵ متر (۴۹ فوت) است. از آب این دریاچه برای آبیاری استفاده می‌شود.